# Grüne Jugend
De Grüne Jugend is de jongerenorganisatie van de groene partij in Duitsland: Bündnis 90/Die Grünen.

## Geschiedenis
De partij werd opgericht als de Grün-Alternatives Jugendbündnis (afgekort GAJB), een onafhankelijke organisatie die zich associeerde met Die Grünen. Voor de oprichting van GAJB bestonden er al wel groene jongerenorganisaties in enkele Duitse deelstaten, zoals de in 1991 opgerichte Grüne Jugend Hessen.
In 2001 werd de GJ een integraal deel van die Grünen en verloor haar onafhankelijke status.

## Ideologie
Ten opzichte van de moederpartij zijn er enkele verschillen. De Grüne Jugend wordt vaak als iets linkser getypeerd en zet zich in voor het gebruik van vrije software en de legalisering van alle soorten drugs.

## Organisatie
Je kan direct lid worden van de federale organisatie, of lid worden door lid te worden van een deelstaatorganisatie. Je lidmaatschap wordt opgezegd in het jaar dat je 28 wordt.
Om gelijke behandeling te garanderen, moeten er evenveel mannen als vrouwen in het bestuur zitten, en zijn ook de twee voorzitters van verschillend geslacht. De leden van het bestuur worden gekozen op het federale congres, waar alle leden hun stem mogen uitbrengen. De organisatie kent enkele thematische fora: democratie, Europa, gelijke behandeling, drugs.